# Junji Ito
Junji Itō (Nakatsugawa, Prefectura de Gifu; 31 de julio de 1963) es un artista de manga del género de terror. Algunas de sus obras más notables incluyen Tomie, una serie que narra las crónicas de una joven inmortal que impulsa a sus admiradores a la locura, Uzumaki, una serie de tres volúmenes sobre una ciudad poseída por la maldición de los espirales, Gyo, una historia en dos volúmenes donde los peces son controlados por la cepa de una bacteria autoconsciente llamada "el hedor de la muerte", y Black Paradox, una historia relatada en un solo volumen de cuatro jóvenes que se conocen en un sitio de internet y pactan un suicidio colectivo. Algunas de sus otras obras incluyen Itō Junji Kyoufu Manga Collection, una colección de diferentes historias cortas entre las cuales destacan Souichi, el Diario de las Delicias y El diario gatuno de Junji Itou: Yon y Muu.
En Hispanoamérica y España se han publicado algunas de sus obras.

## Historia
Nació en Nakatsugawa, prefectura de Gifu en 1963. El primer manga que leyó fue Mummy Teacher de Kazuo Umezu. Sus dos hermanas mayores leían revistas con obras de Umezu y Shinichi Koga y, por tanto, él también las leía. Creció en la vieja casa familiar en el campo, cerca de Nagano. De arquitectura tradicional, el baño estaba fuera, en un cobertizo y para hacer más cómodo ir hasta él, sus padres habían excavado un túnel subterráneo de la casa al baño. Oscuro y habitado por grillos araña, al pequeño Ito le daba mucho miedo usarlo. Tales experiencias infantiles se reflejarán más tarde en sus obras.
Itō comenzó a dibujar manga a los cuatro años, inspirándose en lo que leía en las revistas y continuó escribiendo y dibujando como un hobby hasta que empezó a trabajar como protésico dental en 1984. En 1987, la revista mensual Gekkan Halloween publicó uno de sus relatos al lograr una mención honorífica en el Premio Kazuo Umezu (con el mismo Umezu entre el jurado).
Además de Kazuo Umezu, Itō ha citado a Hideshi Hino, Furuka Shinichi, Yasutaka Tsutsui, Edgar Allan Poe y H. P. Lovecraft como principales influencias en sus obras más famosas.
Algunos de los temas recurrentes de la obra de Ito incluyen el terror, la sangre, personajes aparentemente normales que comienzan a actuar irracionalmente, la ruptura de la sociedad, los organismos de aguas profundas, y la inevitabilidad de la propia muerte.
El universo de Itō es también muy cruel y caprichoso; sus personajes se encuentran a menudo víctimas de malévolas circunstancias antinaturales sin ninguna razón discernible o castigados fuera de toda proporción por infracciones aparentemente leves contra una orden natural desconocido e incomprensible.
El director de cine Guillermo del Toro escribió en su cuenta de Twitter oficial que Itō fue originalmente un colaborador para el videojuego Silent Hills (del cual tanto Del Toro como el diseñador de videojuegos Hideo Kojima eran los directores principales) aunque un año más tarde del anuncio el proyecto fue cancelado por Konami.

## Vida personal
En 2006, Ito se casó con Ayako Ishiguro (石黒亜矢子), otra artista de libros ilustrados, y tuvieron dos hijas.

## Obras

### Manga
- The Long Hair in the Attic (屋根裏の長い髪 Yaneura no nagai kami?) (1988)
- Tomie (富江 Tomie?) (1997)[3]
- Flesh-Colored Horror (肉色の怪 Nikuiro no Kai?) (1997)[4]
- The Face Burglar (顔泥棒 Kao dorobō?)
- Souichi's Diary of Delights (双一の楽しい日記 Sōichi no Tanoshi i Nikki?)
- Souichi's Diary of Curses (双一の呪い日記 Sōichi no Noroi Nikki?)
- Slug Girl (なめくじの少女 Namekuji no Shōjo?)
- Blood-bubble Bushes (血玉樹 Ketsugyokuju?)
- Alucinaciones (首幻想 Kubi Gensō?)
- Casa de Marionetas (あやつりの屋敷 Ayatsuri Yashiki?)
- La Ciudad sin Calles (道のない街 Michi no Nai Machi?)
- TheBully (いじめっ娘 Ijime Musume ?)
- The Circus is Here (サーカスが来た Circus ga Kita?)
- La Historia del Misterioso Tunel (トンネルの奇譚 Ton'neru Kitan?)
- Lovesick Dead (死びとの恋わずらい Shi-bito no Koiwazurai?)
- Frankenstein (フランケンシュタイン Frankenstein?)
- Museum of Terror (恐怖博物館 Kyōfu Hakubutsukan?)
- Scarecrows (案山子 Kakashi '?)
- The Back Alley (路地裏 Rojiura'?)
- Souichi's Selfish Curse (双一の勝手な呪い Sōichi no katte na noroi'?)
- The Groaning Drain (うめく配水管 Umeku haisuikan'?)
- Shirosunamura Blood Tab (白砂村血譚 Shirosunamura chi-tan'?)
- The Strange Tale of Oshikiri (押切異談&フランケンシュタイン Oshikiri idan'?)
- Uzumaki (うずまき?) (1998)[5]
- Gyo (ギョ?) (2002)[6]
  - The Sad Tale of the Principal Post (大黒柱悲話 Daikokubashira hiwa?)
  - El Enigma de la Falla de Amigara (阿弥殻断層の怪 Amigara Dansō no Kai?)
- Diario Gatuno: Yon & Moo (猫日記 よん&むー Neko Nikki Yon to Mū?)
- Voces en la Oscuridad (闇の声 Yami no Koe?) (2002)
- Hellstar Remina (地獄星レミナ Jigoku-boshi Remina?) (2004)[7]
- Black Paradox (ブラックパラドクス Burakku Paradokusu?) (2007)
- Nuevas Voces en la Oscuridad (新・闇の声 潰談 Shin Yami no Koe Kaidan?)
- Historias de Fantasmas de Mimi (ミミの怪談 Mimi no Kaidan?)
- Rasputín, the patriot (憂国のラスプーチン Yūkoku no Rasputin?)
- The Hanging Balloons (首吊り気球 Kubitsuri Kiyū?)
- The Supernatural Transfer Student (超自然転校生 Chousizen Tenkousei?)
- Near Miss! (異常接近 Ijou Sekkin?)
- Inside the Earth (土の中 Tsuchi no Naka?)
- Shiver (伊藤潤二自選傑作集 Itō Junji Jisen Kessaku-shū?) (2015)
- No Longer Human (人間失格 Ningen Shikkaku?) (2017)[8]
- Travelogue of The Succubus ( Nomuki?) (2018)[9]
- Layers of Fear (恐怖の重層 Kyōfu no Jūsō?)
- Mold (?)
- Army of One (?)
- No Longer Human (?)
- Long Dream (?)
- Human Chair (?)
- Falling (?)
- Umezu Kazuo And Me (?)
- The Mystery Pavillon (?)
- Blanket ( Futon?)
- Phantom Mansion (?)
- Black Bird (?)
- Dissection Girl (?)
- Whispering Woman (?)
- Tomio: Red Turtleneck (?)
- Lingering Farewell (?)
- Magami Nanakuse (?)
- Haunted Wood Mansion (?)
- Approval (?)
- Beehiver (?)
- Dying Young (?)
- Headless Sculptures (?)
- Demon's Voice (?)
- Passing Demon (?)
- Dissolving Apartament (?)
- Worshipping Beauty (?)
- Demon's Conference (?)
- Interview with the Devil (?)
- Dissolving Classroom ( Yōkai Kyōshitsu?)
- Meet Again (?)
- Children of the Earth (?)
- Chizumi's Dissolving Love (?)
- Den of the Sleep Demon (?)
- Biohouse (?)
- Heart of Father (?)
- The Chill (?)
- The Liminal Zone (幻怪地帯 Genkai Chitai?) (2021)[10]
  - Weeping Woman Way (泣女坂 Nakime-zaka?)
  - Madonna (魔怒女 Madon'na?)
  - The Spirit Flow of Aokigahara (青木ヶ原の霊流 Aokigahara no Rei-ryū?)
  - Slumber (まどろみ Madoromi?)

### Videojuegos
- Silent Hills (cancelado)

### Serie Animada
- Junji Ito Collection (Crunchyroll, 2018)
- Junji Ito Maniac: Relatos japoneses de lo macabro. (Netflix, 2023)
- Uzumaki. (Max, 2024)